# Fosforamidas

Las fosforamidas son derivados de la molécula sencilla de fosforamida.

Las fosforamidas son una clase de compuestos de fósforo con la fórmula O=P(NR2)3-n(OH)n. Pueden considerarse derivados del ácido fosfórico, donde los grupos OH han sido reemplazados por un grupo amino o amino R-sustituido. En la práctica, el término se limita comúnmente a las triamidas fosfóricas (P(=O)(NR2)3), esencialmente fosforamida y derivados de las mismas. Los derivados con las estructuras generales P(=O)(OH)(NR2)2 o P(=O)(OH)2(NR2) se denominan habitualmente ácidos fosforamídicos.

## Ejemplos
- El Na[PO
2(OH)(NH
2)], es la sal sódica de la monoamida madre del ácido fosfórico, poco estudiada.[2]
- El fosforodiamidato de fenilo, es una fosforamida, pero también un éster de fosfato, y se utiliza en agricultura para mejorar la eficacia de los fertilizantes a base de urea.
- La hexametilfosforamida (HMPA) es un disolvente polar.